# Chujoa
Chujoa là một chi bọ cánh cứng trong họ Chrysomelidae.
Chi này được Gressitt & Kimoto miêu tả khoa học năm 1963.

## Các loài
Chi này gồm các loài:
- Chujoa netsukii Chujo, 1954